# Estrapronicato
Estrapronicato (DCI) ou estradiol propionato é um éster de estrogênio que nunca foi comercializado. Foi estudado como um componente da associação medicamentosa experimental  de tristeroide Trofobole, que continha decanoato de nandrolona, estrapronicato e heptanoato de hidroxiprogesterona (OHPH).